# Albert Nađ
Albert Nađ (mađ. Albert Nagy) (Zemun, 29. listopada 1974.) bivši je srbijanski nogometaš. 
Igrao je u veznom redu. Posljednji klub za koji je nastupao je bio FK Čukarički, a raniji klubovi za koje je igrao su FK Teleoptik, Real Betis, Real Oviedo, Elche i FK Partizan. Igrao je 45 utakmica za reprezentaciju Srbije i Crne Gore i postigao tri gola.
Podrijetlom je Mađar.